# Military and War Memorial Cemetery Al-Shatby
Der Military and War Memorial Cemetery Al-Shatby ist ein Soldatenfriedhof in Al Shatby, einem Ortsteil von Alexandria. 2660 Personen sind namentlich bestattet. Insgesamt sind es 2259 Tote aus dem Ersten und 503 Tote aus dem Zweiten Weltkrieg. Ein Denkmal erinnert auf die Verluste auf See. In der Nähe befindet sich der Commonwealth War Cemetery Hadra. 